# George W. Beadle Award
Die George W. Beadle Medal (auch: George W. Beadle Award) ist eine nach dem Nobelpreisträger George W. Beadle benannte wissenschaftliche Auszeichnung, die seit 1999 von der Genetics Society of America (GSA) für herausragende Beiträge für die Gemeinschaft der Genforscher vergeben wird.

## Preisträger
- 1999 Michael Ashburner, University of Cambridge
- 2000 John Sulston, Sanger Centre; Robert Waterston, Washington University
- 2001 Gerald R. Fink, Whitehead Institute
- 2002 André Goffeau, Université Catholique de Louvain, Belgien; Robert K. Mortimer, University of California, Berkeley
- 2003 Gerald M. Rubin, University of California Berkeley; Allan C. Spradling, Carnegie Institution of Washington
- 2004 Norbert Perrimon, Harvard School of Medicine/HHMI
- 2005 Thomas C. Kaufman, Indiana University, Bloomington
- 2006 Fred Sherman, University of Rochester
- 2007 Robert K. Herman, University of Minnesota
- 2008 Mark Johnston, Washington University School of Medicine, St. Louis
- 2009 Jay C. Dunlap, Dartmouth Medical School
- 2010 William M. Gelbart, Harvard University
- 2011 Joseph R. Ecker, Salk Institute
- 2012 Therese Markow, University of California, San Diego
- 2013 R. Scott Hawley, Stowers Institute of Medical Research
- 2014 Hugo J. Bellen, Baylor College of Medicine/HHMI
- 2015 John H. Postlethwait, University of Oregon
- 2016 Susan Celniker, Lawrence Berkeley National Laboratory
- 2017 Susan A. Gerbi, Brown University
- 2018 Phil Hieter, University of British Columbia
- 2019 Michael Snyder, Stanford University
- 2020 Julie Ahringer, University of Cambridge
- 2021 Chao-ting Wu, Harvard Medical School
- 2022 Shirley M. Tilghman, Princeton University
- 2023 keine Vergabe
- 2024 Deborah Andrew – Johns Hopkins University
- 2025 Sudhir Kumar – Temple University[1]